# Turó de la Seu Vella

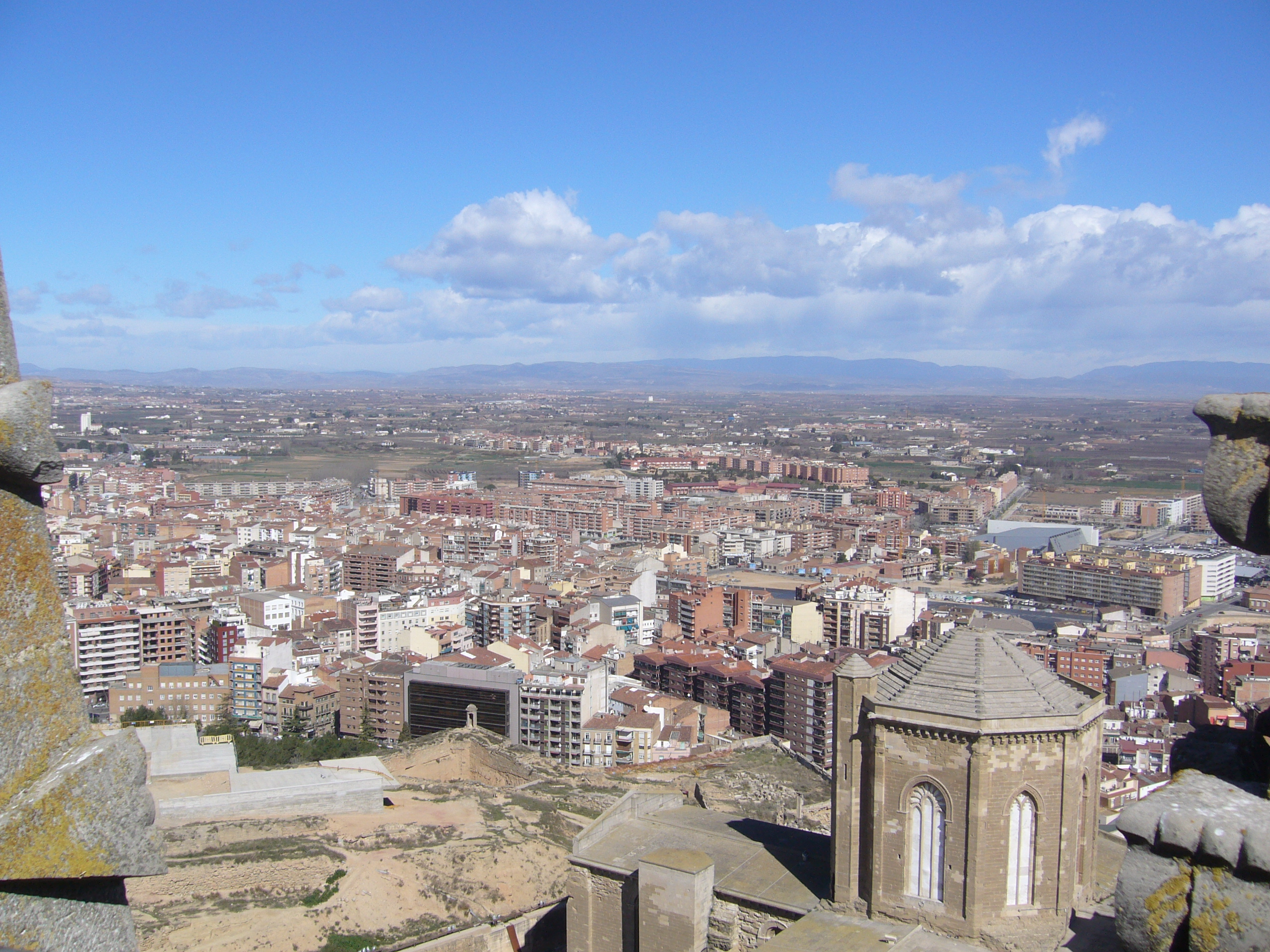
Vistas de la llanura del río Segre desde la cima deTuró de la Seu Vella.

El Turó de la Seu Vella, también denominado como Turó de Lleida y antiguamente como Roca Sobirana, es un promontorio que se levanta en el centro de la ciudad de Lérida. Es la parte más elevada de la ciudad y domina toda la llanura del Segre. Se encuentra rodeado por el centro histórico de la ciudad, que antiguamente también ocupaba sus laderas pero debido a la Guerra de los Segadores y a la Guerra de Sucesión se fue despoblando para construir una ciudadela y alojar un cuartel militar.
Sobre el promontorio se encuentra un conjunto monumental que comprende la catedral de la Seo Vieja (Lérida), la Canónica, el Castillo de la Zuda, los pozos de hielo y las murallas de varios baluartes que lo rodean.
El 29 de enero de 2016 el «Turó de la Seu Vella de Lleida» fue inscrito en la Lista Indicativa de España del Patrimonio de la Humanidad, en la categoría de bien cultural (n.º ref 6079).

## Descripción
La máxima cota se halla en el área donde se levanta el castillo de la Zuda, con 235,9 metros sobre el nivel del mar. Esto representa un desnivel de unos 85 metros con respecto a la llanura circundante tomando como referencia el vértice geodésico situado entre el ayuntamiento de Lérida y el río Segre, que se encuentra a 150,515 metros sobre el nivel del mar.
El cerro, formado por una antigua terraza fluvial ha representado un emplazamiento estratégico con buenas capacidades defensivas para que se estableciera la ciudad. El otro cerro estratégico de la ciudad es el Turó de Gardeny, donde se ubica un castillo de la orden templaria construido en la segunda mitad del siglo XII.
El acceso principal al cerro es la Porta del Lleó, una puerta orientada a poniente, también está el Portal de Sant Andreu. También se puede acceder a la colina por el ascensor del Canyeret, situado al sureste del cerro y que lo conecta con la calle del Canyeret donde se encuentran los juzgados. El último acceso son unas escaleras de madera situadas en la ladera norte del cerro y que bordean los pozos de hielo. Con transporte público se puede acceder mediante la línea 12 de autobuses urbanos que circula de lunes a sábado de las siete y media de la mañana a las nueve de la noche.